# Francisco Solano López
Francisco Solano López, (rođen u blizini Asunciona, 24. srpnja 1827. – 1. ožujka 1870.), bio je predsjednik i diktator Paragvaja. Naslijedio je svog oca Carlosa Antonia Lópeza na mjestu predsjednika i vodio je Paragvaj u po državu katastrofalni paragvajski rat u kojem je i poginuo boreći se protiv brazilskih snaga.
Francisco Solano López je još 1845. imenovam glavnim državnim zapovjednikom. Poslan je 1853. kao poslanik u Englesku, Francusku i iItaliju a poslije povratka 1855. postaje ministar rata. Kongres je Lópeza, poslije smrti njegovog oca, proglasio predsjednikom i dao mu na raspolaganje desetogodišnji mandat. Kao predsjednik odmah se dao na zadatak jačanja paragvajske armije i kupuje u Europi vojni materijal i oružje. Uskoro zatim krajem 1864. Paragvaj ulazi u rat protiv Argentine, Brazila i Urugvaja u tzv. paragvajski rat. López se borio protiv jačeg protivnika, s promjenljivim rezultatima.
Glavni grad Asunción pao je 1. siječnja 1869., no borbe su nastavljene još jednu godinu, sve do bitke kod Cerro Corá, 1. ožujka 1870. U pokušaju prelaska rijeke Aquidaban, López je poginuo u borbi s Brazilcima koji su ga progonili. Njegova želja za vlašću ali i težnja da od Paragvaja napravi regionalnu silu dovela je do pogubnih posljedica.